# John Joe Nevin
John Joe Nevin est un boxeur irlandais né le 7 juin 1988 à Mullingar, dans le comté de Westmeath.

## Carrière

### Parcours dans les rangs amateurs
Champion d'Irlande dans la catégorie poids coqs en 2008, il participe aux Jeux olympiques de Pékin à 18 ans et se classe 9e. L'année suivante, Nevin remporte la médaille de bronze aux championnats du monde de boxe amateur à Milan. En 2010, il boxe pour la franchise Paris United, avec notamment Alexis Vastine et Tony Yoka, dans les World Series of Boxing puis se qualifie pour les Jeux olympiques de Londres en 2012 où il obtient la médaille d'argent. En 2013, il devient champion d'Europe à Minsk, toujours en poids coqs.

### Parcours dans les rangs professionnels
La même année, John Joe prend la décision de passer chez les professionnels. Il fait ses débuts  le 17 mars 2014 contre Alberto Candelaria qu'il bat par décision unanime en six reprises. Malheureusement, le mois suivant, le boxeur irlandais se fait briser les deux jambes par un gang lors d'une querelle. Il remontera sur le ring le 11 octobre 2014 pour affronter l'américain Calvin Stifford aux États-Unis qu'il battra par arrêt de l'arbitre dès le 1er round. Il bat également le 15 novembre 2014 à Dublin Jack Heath au 1er round. 
Il faudra attendre le 25 août 2015 pour revoir John Joe sur un ring à l'occasion de son combat contre Victor Raul Capaceta à New York. Nevin l'emporte à la 4e reprise. Il enchaîne ensuite deux succès, le 16 octobre et le 14 novembre 2015 (respectivement contre Jose L Guzman et DeWayne Wisdom). Le 25 novembre, il reste invaincu en 7 combats en disposant de l'américain Greg Coverson Jr par décision unanime.
| 7 combats       | 7 victoires | 0 défaites |
| Avant la limite | 4           | 0          |
| Sur décision    | 3           | 0          |

| Décision possible : KO • TKO (KO technique) • UD (décision aux points unanime) • MD (décision aux points majoritaire) • SD (décision aux points partagée) • D (match nul) • NC (sans décision) • RTD (abandon) |        |                      |      |       |                  |               |       |
| Résultat | Record | Adversaire           | Type | Round | Date             | Lieu          | Notes |
| Victoire | 7-0    | Greg Coverson Jr     | UD   | 6     | 25 novembre 2015 | Hammond       |       |
| Victoire | 6-0    | DeWayne Wisdom       | UD   | 4     | 14 novembre 2015 | Springfield   |       |
| Victoire | 5-0    | Jose L Guzman        | TKO  | 3 (6) | 16 octobre 2015  | New York      |       |
| Victoire | 4-0    | Victor Raul Capaceta | RTD  | 3 (4) | 25 août 2015     | New York      |       |
| Victoire | 3-0    | Jack Heath           | TKO  | 1 (6) | 15 novembre 2014 | Dublin        |       |
| Victoire | 2-0    | Calvin Stifford      | TKO  | 1 (4) | 11 octobre 2014  | Winston-Salem |       |
| Victoire | 1-0    | Alberto Candelaria   | UD   | 6     | 17 mars 2014     | Boston        |       |